# Magyarország sovány legelői és törpecserjései
Magyarország sovány legelői és törpecserjéseit egyetlen társulástani osztályba vonják össze: sovány legelők és félcserjések (Calluno-Ulicetea Br.-Bl. et R. Tx. ex Klika & Hadač 1944). A szakirodalomban az egész osztályra az „atlanti kilúgozódott álló dűnék” (angolul: Atlantic decalcified fixed dunes) megnevezést használják; alapvetően Magyarországra összpontosító felosztásunkban mi ezt a nevet az osztály második rendjére (Calluno-Ulicetalia) szűkítjük.

## Elterjedésük
Ennek az osztálynak a társulásait főleg az atlantikus és szubatlantikus Európában találjuk. Nagy kiterjedésű, tájképalkotó formációkként jelennek meg az észak- és északnyugat-európai síkságokon, valamint a középhegységekben és az Alpokban.
Magyarországon a viszonylag csapadékosabb részeken: az Északi-középhegységben és a Nyugat-Dunántúlon fordulnak elő kisebb foltokon. Legnagyobb termőhelyük a védett Uzsai csarabos erdő.

## Természeti viszonyaik
Igen tápanyagszegény, savanyú-humuszos, többnyire podzolos és néha átnedvesedett talajokon:
- podzolon,
- podzolosodó barna erdőtalajon,
- ranker talajon vagy
- pszeudoglejen nőnek.

A réti társulásokhoz hasonlóan a fenyérek is jobbára erdőket helyettesítő, másodlagos növénytársulások. Ekképpen többségük az európai lombos- és tűlevelű erdők irtása és égetése után alakult ki; termőhelyeiket mindmáig az emberi beavatkozás (égetés, kaszálás, legeltetés stb.) tartja fenn.
Természetes állományaik ritkák és kis kiterjedésűek: a tengerparti és belföldi dűnevidékeken, sziklákon, lápokon és a laza szerkezetű, csenevész erdők tisztásain fordulnak elő.
Valamennyi magyarországi állományuk másodlagos termőhelyeken él. csapadékos klímában alakulnak ki, mészkerülő lomberdők vagy fenyvesek irtásain, tápanyagban és bázisokban szegény kilúgzott, savanyú kémhatású talajokon. Az éghajlat kilúgzó hatása fokozódik, ha az alapkőzet kovasavban gazdag, mint pl. a palák vagy riolitok esetében. A talaj felszínén gyakori a nyershumusztakaró, és felső rétegeiben anaerob folyamatok uralkodnak.

## Szerkezetük, karakterfajaik
A szélsőségesen tápanyagszegény termőhely miatt a társulások fajszegények, ezért jellemzésük és elhatárolásuk gyakran problémás.
Jellemző fajok:
- macskatalp (Antennaria dioica),
- csarab (Calluna vulgaris),
- háromfogfű (Danthonia decumbens),
- juhcsenkesz (Festuca ovina),
- szárnyas rekettye (Genista sagittalis),
- kapcsos korpafű (Lycopodium clavatum),

kisebb mértékben:
- illatos borjúpázsit (Anthoxanthum odoratum),
- ezüstös hölgymál (Hieracium pilosella),
- réti perjeszittyó (Luzula campestris),
- sokvirágú perjeszittyó (Luzula multiflora),
- vérontófű (Potentilla erecta).

## Rendszertani felosztásuk
Európában az osztálynak négy rendjét különböztetjük meg, amelyek közül három a törpecserjés társulásokat foglalja össze. Ezeket magyarul, jellemzően a 20. század második fele óta többnyire fenyéreknek nevezzük:
- Erico-Ulicetalia rend, jellemzően Délnyugat-Európában,
- atlanti kilúgzott álló dűnék (Calluno-Ulicetalia) rend[2] Nyugat- és Északnyugat-Európában.
- áfonyás és rekettyés fenyérek (Vaccinio-Genistetalia) rend az atlantikustól egészen a szubkontinentális régióig, Északnyugat-Európától egészen Közép-Európáig.

A negyedik rend, a szőrfűgyepek (Nardetalia) lágyszárú növényekből álló társulásai főleg Közép-Európa hegyvidékein terjedtek el.

## Magyarországon előforduló társulástani osztályaik
Magyarországon csak az áfonyás és rekettyés fenyérek közé tartozó rekettyés fenyérek (Genistion pilosae csoport, Duvigneaud 1942) fordulnak elő. Ezeket Borhidi (2003) még egyetlen növénytársulásként írta le, csarabos — Luzulo albidae-Callunetum (I. Horvat 1931) Soó 1971) — néven.
Részletes tanulmányozásának eredményeként ezt a 20. század utolsó harmadában két társulásra osztották:
- fekete áfonyás – csarabos fenyér (Luzulo luzuloidis – Callunetum myrtillietosum),
- nyíres–csarabos fenyér (Luzulo luzuloidis – Callunetum betuletosum).